# 施特菲斯堡

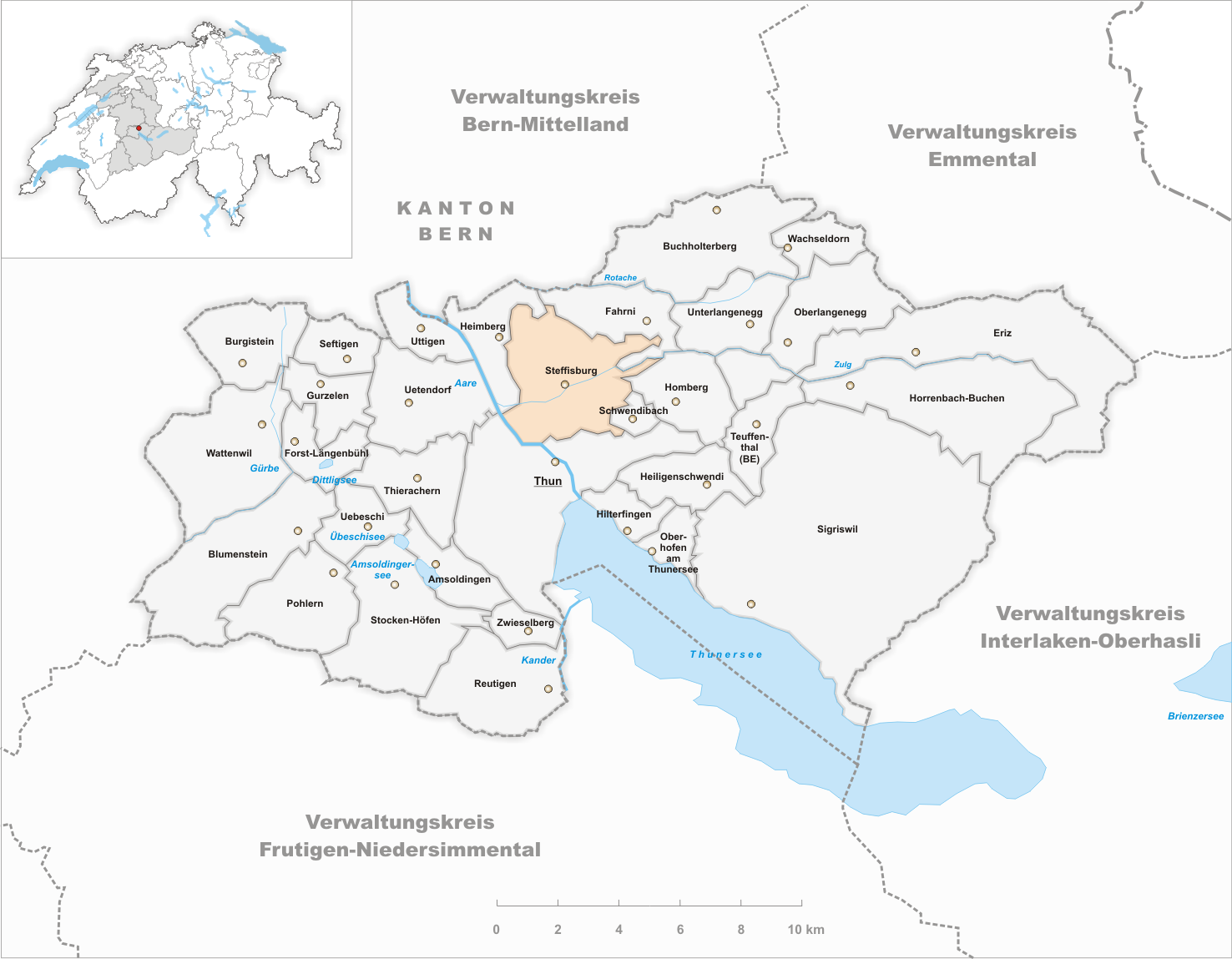
施特菲斯堡市地图

施特菲斯堡（德語：Steffisburg）是瑞士联邦的城镇，位於該國中部，由伯尔尼州負責管轄，面積为13.35平方公里，海拔高度585米，鎮上第一座教堂建於公元7至8世紀，2017年12月31日人口为15,816。

## 外部連結
- 施特菲斯堡市官网